# 苏里南农业研究中心
苏里南农业研究中心是于1967年成立于苏里南的农业和森林研究机构。该研究中心是Anton de Kom University of Suriname的下属机构，也是该校科技学院的农业部门。
该机构主要研究农业、动物科学、森林、木材技术、组织文化、土壤科学、生物多样性、农业经济学、森林农业、水产养殖、鱼类生态学、地理信息系统和遥感技术。